# His Master's Voice (film)
Pour plus de détails, voir Fiche technique et Distribution.
His Master's Voice est un film hongrois réalisé par György Pálfi, sorti en 2018.

## Synopsis
Un jeune homme cherche son père qui a disparu alors qu'il travaillait sur un projet classifié américain sur la vie extra-terrestre.

## Fiche technique
- Titre : His Master's Voice
- Titre hongrois : Az Úr hangja
- Réalisation : György Pálfi
- Scénario : György Pálfi, Zsófia Ruttkay, Gergö V. Nagy d'après le roman La Voix du maître de Stanisław Lem
- Photographie : Gergely Pohárnok
- Montage : Réka Lemhényi
- Production : Charles V. Bender, Michael Dobbin et Ferenc Pusztai
- Société de production : KMH Film et Quiet Revolution Pictures
- Pays :  Hongrie,  Canada,  France,  Suède et  États-Unis
- Genre : Drame et science-fiction
- Durée : 108 minutes
- Dates de sortie : 
  -  Hongrie : 20 décembre 2018

## Distribution
- Kate Vernon : Camille
- Marshall Williams : Chris
- Eric Peterson : Hogarth
- Jodi Larratt : le journaliste
- Benz Antoine : Jerome Vick Jr.
- Jenna Warren : Isobel
- Andrew Moodie : l'agent Simmons
- Angelo Tsarouchas : Adrian Hines
- Mark Day : l'agent James
- Diána Magdolna Kiss : Dóra
- Jesse Aaron Dwyre : Hogarth jeune
- Sally Clelford : Stephanie Horn
- Jennilee Murray : Sabina, la reporter de NBC
- Lee Lawson : Lilian Contino jeune

## Distinctions
En 2019, le film a reçu le prix des meilleurs effets spéciaux au festival Fantasporto.